# اپسوم، ویکتوریا
اپسوم (به انگلیسی: Epsom) یک منطقهٔ مسکونی در استرالیا است که در ویکتوریا (استرالیا) واقع شده‌است. این منطقه در حومه شهر بندیگو در مرکز ویکتوریا استرالیا است. اپسوم در شهر بزرگ بندیگو است که در ۷ کیلومتری (۴٫۳ مایل) شمال منطقه کسب و کار مرکزی بندیگو واقع شده‌است. در سرشماری سال ۲۰۱۶، جمعیت اپسوم ۴٬۳۲۵ نفر بود.